# Erik Bengtson (direktör)
Erik Johan Bengtson, född 30 maj 1886 i Stockholm, död 27 augusti 1968 i Stockholm, var en svensk bergsingenjör och företagsledare.
Bengtson blev filosofie kandidat 1909 och studerade 1910–1912 vid Tekniska högskolan. Åren 1913–1927 var han gruvingenjör vid olika företag i Sverige och Finland, 1927–1934 verkställande direktör för Svenska tryckeriaktiebolaget, 1934 för Göteborgs Banks Stockholmskontor och 1935–1939 förste verkställande direktör för Göteborgs Bank. Åren 1939–1940 var Bengtson jourhavande direktör för Livförsäkringsanstalten Trygg och 1940 blev han vice verkställande direktör för Bolidens gruvaktiebolag, där han 1943–1949 var verkställande direktör. Bengtson invaldes 1945 som ledamot av Ingenjörsvetenskapsakademien.